# لئونارد، شهرستان لاسن، کالیفرنیا
لئونارد (به انگلیسی: Leonard) یک منطقهٔ مسکونی در ایالات متحده آمریکا است که در شهرستان لاسن، کالیفرنیا واقع شده‌است. لئونارد ۱٬۲۷۵ متر بالاتر از سطح دریا واقع شده‌است.